# Auguste Flach
Auguste Flach (* 20. März 1891 in Wien; † 1972 in Melbourne) war eine österreichische Psychologin.

## Leben
Sie hat in den 1910er Jahren an der Universität Wien Psychologie, Biologie und Psychiatrie studiert. In ihrer Dissertation von 1925 „Über symbolische Schemata im produktiven Denkprozess“ hielt sie fest: „Ein Symbol allein, eine Geste ist mehrdeutig. Eindeutig und überzeugend ist dagegen nur die Dynamik der Bewegung.“ In den Nachlassmaterialien von Charlotte und Karl Bühler wird Auguste Flach zwischen 1922 und 1938 immer wieder genannt. Zu Beginn der 1930er Jahre trat sie im Rahmen der durch den Verein für angewandte Psychopathologie und Psychologie gegründeten Arbeitsgemeinschaft zwischen Karl Bühler und Otto Pötzl auf. Zwischen 1934 und 1938 hat sie an der Wiener Psychiatrisch-neurologischen Klinik unter Otto Pötzl gearbeitet. 
1938 emigrierte sie nach Australien. Sie arbeitete hier nicht mehr als Wissenschaftlerin, sondern als praktizierende Psychologin, und zwar zuerst in Hobart, dann ab 1951 in Launceston und ab 1958 in Melbourne. 
Auguste Flach war verheiratet mit Arthur Flach.

## Werk
Ihre frühen Arbeiten setzen an Überlegungen der Würzburger Schule an, gehen aber auch darüber hinaus, da ihrer Meining nach abstrakte Gedankeninhalte an sinnlichen Anschauungen erfasst werden müssen und nicht nur „bildlose Funktionen des Denkens“ sind.
Jean-Paul Sartre greift in seiner Examensarbeit von 1927 an der École normale supérieure  „L'image dans la vie psychologique: rôle et nature“ (dt. Das Bild im psychologischen Leben: Rolle und Natur) das „Denken ohne Bilder“ auf, dabei würdigt er die Rolle der von Auguste Flach entwickelten „symbolischen Schemata“ bei der Analyse der Imagination; angeblich haben ihre Ausführungen sein ganzes weiteres Werk beeinflusst.
Weitere Arbeiten von Auguste Flach sind verschiedenen psychiatrischen Themen zugeordnet, die im Rahmen ihrer Tätigkeit im Rahmen des Vereins für angewandte Psychopathologie und Psychologie entstanden sind.

## Publikationen
- mit W. A. Townsley: On Freedom. In: The Australian Quarterly, 21 (3), S. 45–56.
- mit Ch. Palisa: Zur Frage der hirnpathologischen Erscheinungen des Insulinschocks. In: Archiv für Psychiatrie und Nervenkrankheiten, 1938, 108 (5), S. 633–660.
- mit A. Auersperg: Zur Symptomatologie der Delirien bei occipitoparietalen Herden. In: Archiv für Psychiatrie und Nervenkrankheiten, 1938, 107, S. 616–635.
- mit Ch. Palisa: Zum Problem der Verarbeitung organischer Symptome bei Schizophrenie. In: Zeitschrift für die gesamte Neurologie und Psychiatrie, 1938, 156, S. 274–286.
- mit Ch. Palisa: Zur Psychopathologie des Zeiterlebens im postencephalitischen Blickkrampf. In: Zeitschrift für die gesamte Neurologie und Psychiatrie, 1935, 154, S. 599–620.
- mit Karl Theodor Dussik: Bericht über die Tätigkeit der seminaristischen Arbeitsgemeinschaft zwischen der Wiener psychologischen Schule (Führung Professor Karl Bühler) und der Wiener psychiatrisch-hirnpathologischen Schule (Führung Prof. Dr. Otto Fürst) im Wintersemester 1934/35. Verlag Moritz Peris, Wien 1935.
- Psychomotorische Gestaltbildung im normalen und pathologischen Seelenleben.  Verlag Gerold & Co., Wien 1934 (aus Archiv für die gesamte Psychologie, 1934, Bd. 91, H. 1/2, S. 97–152).
- Die Psychologie der Ausdrucksbewegung. In: H. Hartmann; M. Pappenheim; E. Stransky (Hrsg.): Internationale Tagung für angewandte Psychopathologie und Psychologie, Wien 5.–7. Juni 1930 (S. 202–209). Verlag S. Karger, Berlin 1931.
- Die Psychologie der Ausdrucksbewegung. Verlag Gerold & Co., Wien 1928 (aus: Archiv für die gesamte Psychologie, 1928, 65, Heft 3/4, 435–533).
- Über symbolische Schemata im produktiven Denkprozess. In: Archiv für die gesamte Psychologie, 1925, 52, S. 369–441.